# 世界壁球總會
世界壁球總會（World Squash，曾稱World Squash Federation）是一個成立於1967年，專門管轄國際壁球事務的組織。目前，該組共有135個成員國加盟，旗下的主要比賽有世界公開賽及世界團體冠軍杯。它的總部設在英國海斯廷斯。

## 賽事
成人賽事

世界運動會

世界壁球公開賽

世界團體壁球錦標賽

世界雙打壁球錦標賽
青年賽事

世界青年壁球巡迴賽

世界青年壁球錦標賽
大學賽事

世界大學壁球錦標賽
精英賽事

世界精英壁球錦標賽

## 職業協會
- 職業壁球協會 (PSA)
- 女子壁球協會 (WSA)

## 外部連結
- 官方網站（页面存档备份，存于）